# BBC One
BBC One (voorheen BBC1 en oorspronkelijk BBC Television Service) is het oudste televisiestation ter wereld. Het is het hoofdkanaal van de British Broadcasting Corporation (BBC), en zond voor het eerst uit op 2 november 1936. Het kanaal had een monopoliepositie binnen de Engelse televisiewereld, tot ITV werd gelanceerd in 1955.
Het kanaal zendt voornamelijk nieuwsbulletins, rechtstreekse gebeurtenissen, komedieseries, dramaseries, spelprogramma's, quizzen, praatprogramma's en een aantal educatieve en religieuze programma's uit.

## Financiering
Het is voor de BBC wettelijk verboden om reclame op hun Britse zenders uit te zenden. Ze worden volledig gefinancierd door een televisielicentie, die jaarlijks betaald dient te worden door iedere Britse ingezetene die een televisietoestel bezit of BBC-programma’s online bekijkt.

## Ontvangst
In België en Nederland is BBC One vaak samen met BBC Two beschikbaar via kabeltelevisie.
In het Verenigd Koninkrijk is BBC One in hoge definitie zonder abonnementskosten te ontvangen via zendmasten op de aarde (Freeview) of via een satelliet in de ruimte (Freesat). Deze uitzendingen zijn free-to-air.
Ook in België en Nederland is BBC One via satelliet te ontvangen. De gebruikte satellietpositie is Astra 28,2°O. Naast BBC One, zijn via deze satellietpositie ook verscheidene ander Britse publieke en private kanalen gratis te ontvangen.

## Regionaal
Aansluitend op de nieuwsbulletins van 13, 18 en 22 uur (Engelse tijd) wordt regionaal nieuws uitgezonden. In iedere regio wordt een ander nieuwsprogramma uitgezonden. Buiten het Verenigd Koninkrijk wordt meestal het regionaal nieuws van Londen uitgezonden op dit uur.

## Bekende BBC One-programma's
- Absolutely Fabulous (1992–1996; 2001–heden) komedieserie
- 'Allo 'Allo! (1982–1992) komedieserie
- All Creatures Great and Small (1978-1990) televisieserie
- Andy Pandy (1950–1970) kinderprogramma
- BBC News (1970–heden) nieuwsprogramma
- Beyond Paradise (2023-heden) politie-/komedieserie
- Blackadder (1983–1989) komedieserie
- Blake's 7 (1978–1981) sciencefiction
- Blue Peter (1958–heden) kinderprogramma
- Casualty (1986–heden) ziekenhuisserie
- Crackerjack (1955–1984) kinderprogramma
- Dad's Army (1968–1977) komedieserie
- Dixon of Dock Green (1955–1976) politieserie
- Doctor Who (1963–1989; 1996; 2005–heden) sciencefiction
- Earthflight (2011-2012) natuurdocumentaireserie
- EastEnders (1985–heden) soapserie
- The Good Life (1975–1978) komedieserie
- Grandstand (1958–2007) sportprogramma
- Grange Hill (1978–heden) dramaserie
- Harry Enfield and Chums (1994–1997) komedieserie
- Holby City (1999–heden) ziekenhuisserie
- Hustle (2004–heden) dramaserie
- Jackanory (1965–1996) kinderprogramma
- Little Britain (2003–2007) komedieserie
- Match of the Day (1966–heden) voetbalmagazine
- The Morecambe and Wise Show (1968–1978) amusement
- Muffin the Mule (1946–1955) kinderprogramma
- Murder, She Wrote (1984-1996)
- My Family (2000–heden) komedieserie
- Neighbours (1985–heden) Australische soap
- One Foot in the Grave (1990–2000) komedieserie
- Only Fools and Horses (1981–2003) komedieserie
- Open All Hours (1976–1985) komedieserie
- Panorama (1953–heden) nieuwsprogramma
- Picture Page (1936–1939; 1946–1952)
- Play for Today (1970–1984) toneelstukken
- Porridge (1974–1977) komedieserie
- Quatermass (1953; 1955; 1958–1959) sciencefiction
- Question Time (1979–heden) politieke debatten
- Robin Hood (2006–2009) dramaserie
- Sherlock (2010-heden) misdaaddrama
- Some Mothers Do 'Ave 'Em (1973–1978) komedieserie
- Spooks (2002–heden) dramaserie
- Steptoe and Son (1962–1974) komedieserie
- The Grove Family (1954–1957) soapserie
- The Sky at Night (1957–heden) sterrenkunde
- Top of the Pops (1964–2006) muziekprogramma
- The Two Ronnies (1971–1987) humor
- Z-Cars (1962–1978) politieserie

Publieke kanalen: BBC One · BBC Two · BBC Three · BBC Four · BBC News · BBC Parliament · CBBC Channel · CBeebies · BBC HD (voormalig) · S4C (Wales) 
Commerciële kanalen: ITV · ITV2 · ITV3 · ITV4 · Channel 4 · E4 · Film4 · More4 · 5 · Sky News · Sky One · TMF Verenigd Koninkrijk (voormalig)